# FLAC
FLAC (съкратено от Free Lossless Audio Codec) е файлов формат за съхраняване на аудио-информация. Алгоритъмът му на архивиране е подобен на ZIP, но е създаден специално за цифрови аудио данни и осигурява компресия без загуба на качеството на звука. Разработва се като проект с отворен код, не е обвързан с патент, поддържа се от повечето операционни системи и може да се използва напълно безплатно.

## История
Разработването на FLAC започва през 2000 година от Джош Коулсън. Версия 1.0 излиза официално на 20 юли 2001 г.
На 29 януари 2003 г., проектът се „осиновява“ от фондацията Xiph.Org, която развива редица други безплатни аудио формати като Vorbis, Theora, Speex и Opus.